# ليفت فور ديد (فلم)
ليفت فور ديد (بالإنجليزية: Left for Dead) هو فيلم رعب تم إنتاجه في الأرجنتين والولايات المتحدة وصدر سنة 2007 بطولة فيكتوريا مورات.

## القصة
في المكسيك عام 1895 ، كانت كليمنتين تمبلتون تتعقب بقلق شديد الرجل المطلوب المعروف باسم سينتنزا لتركها هي وطفلها الرضيع. في أسفارها ، تصادف عصابة من البغايا السابقات بقيادة ماري بلاك ، التي حملت ابنتها الصغيرة أيضًا وتخلت عنها سنتنزا.
قاموا في النهاية بتحديد موقع فرائسهم ووضعوه في مدينة أشباح نائية تسمى منظمة العفو الدولية ؛ الذي يطارده الشبح الانتقامي للخطيب المقتول موبيوس لوكهاردت ، الذي أبرم ميثاقًا مع الشيطان للبقاء كروح أرضية غير قادرة على السفر خارج حدود مقبرة المدينة وذبح كل من يتعدى على ممتلكاته.
لكن هناك العديد من الأسرار المحيطة بالمجموعة وبلدة منظمة العفو ، وليست دوافع الجميع كما يبدو على السطح. مع عودة الخيانات والآثام الدموية لتطاردهم ، يجب عليهم مواجهة ماضيهم إذا كانوا يأملون في الهروب من منظمة العفو وغضب موبيوس لوكهارت الانتقامي على قيد الحياة.

## وصلات خارجية
مقالات تستعمل روابط فنية بلا صلة مع ويكي بيانات